# Myerslopiidae
Myerslopiidae (лат.) — семейство насекомых. Мелкие наземные цикадовые серо-коричневого цвета с бородавчатым экзоскелетом. Задние крылья редуцированы, передние — в виде плотных надкрылий. Пронотум с крыловидными выступами паранотами (paranota). Средние тазики с латеральными острыми выступами.

## Распространение
Новая Зеландия, Чили.

## Систематика
2 рода, около 20 видов. Семейство Myerslopiidae рассматривается в качестве сестринского и базального ко всем остальным группам надсемейства Membracoidea. Ранее род Myerslopia Evans, 1947 (ныне семейство Myerslopiidae) относили к семействам Cicadellidae и Ulopidae. В 1972 году было выделено подсемейство Myerslopiinae, а в 1999 ему придан статус самостоятельного семейства.
- Mapuchea Szwedo, 2004 — 3 вида, Чили
  - Mapuchea burckhardti Szwedo, 2004
  - Mapuchea chilensis (Nielson, 1996) (=Myerslopia chilensis)[7]
  - Mapuchea hamiltoni Szwedo, 2004
- Myerslopia Evans, 1947 — 6 видов, Новая Зеландия
  - Виды: M. magna — M. rakiuraensis — M. tawhai — M. tearohai — M. triregia — M. whakatipuensis
- Pemmation Hamilton, 1999 — около 10 видов, Новая Зеландия
  - Виды: P. aspera — P. bifurca — P. insularis — P. montis — P. parva — P. similis — P. terrestris — P. townsendi — P. variabilis — P. verrucosa